# La Mémoire et la Mer (maison d'édition)
Pour l’article homonyme, voir La Mémoire et la mer.
La Mémoire et la Mer est une maison d'édition musicale et phonographique fondée en 1992 par le poète et musicien Léo Ferré, afin que ses ayants droit puissent mieux veiller à l'utilisation future de son œuvre. Son nom provient d'une des chansons les plus emblématiques de Ferré, publiée en 1970 sur l'album Amour Anarchie. Gérées par Mathieu Ferré après le décès de son père en 1993, les éditions La Mémoire et la Mer publient albums, livres et inédits de l'artiste.

## Activité
Les éditions La Mémoire et la Mer démarrent leur activité éditoriale en 1998, en commençant par publier les recueils des partitions de Léo Ferré. Deux ans plus tard, parallèlement aux sorties régulières d'anciens et nouveaux livres de ou sur Léo (Benoît Misère, Testament phonographe, La musique souvent me prend comme l'amour, Vous savez qui je suis, maintenant ?...), le label publie ses premiers disques, rééditant les albums officiels dont elle possède les droits, faisant en outre connaître au public des inédits tels que Métamec, Maudits soient-ils !, la Symphonie interrompue ou encore Les Fleurs du mal (suite et fin), ainsi que des albums d'interprètes (Michel Bouquet, Jean-Louis Murat, Annick Cisaruk, Pia Colombo, Giovanni Mirabassi, Toti Soler, Jean Cardon...). 
En 2013, La Mémoire et la Mer s'associe avec Gallimard pour publier Les Chants de la fureur, l'anthologie la plus complète jamais éditée sur l'œuvre écrit de Léo Ferré.
En 2018, elle publie un nouvel album inédit, Je parle à n'importe qui, artisanalement enregistré par Ferré dans les années 70, et un riche coffret de 14 CD sur les quinze premières années de création de l'artiste (11 albums). Ce premier volet d'une ambitieuse intégrale de tout l'œuvre enregistré se poursuit en 2020 et 2021 sous bannière Universal avec un volume consacré aux années 1960-1967 (10 albums) et un autre aux années 1968-1974 (12 albums). De nombreux enregistrements inédits (scène et studio) voient le jour à cette occasion.
En 2021, La Mémoire et la Mer fait paraître La Complainte de la télé, un coffret de 18 DVD proposant 65 heures de programmes télévisuels, parmi lesquelles 12 récitals, 200 entretiens, 600 chansons. Ce coffret d'exception, regroupant quasiment tous les passages de Léo Ferré à la télévision française, belge, suisse, canadienne, luxembourgeoise, italienne et espagnole sur presque quarante ans, entre 1956 et 1992, ne rencontre aucun écho dans les médias français.
En 2022, la maison d'édition publie le quatrième coffret de son intégrale CD, consacré aux seize dernières années de création de Léo Ferré, allant de 1975 à 1991 (13 albums). Les bandes-orchestre de 38 titres symphoniques sont proposées pour la première sans la voix du chanteur, afin de mettre plus particulièrement en lumière son travail de compositeur et d'orchestrateur.

## Publications des inédits de Léo Ferré

### Discographie
- 2000 : Métamec
- 2001 : Sur la scène...
- 2001 : Un chien à Montreux (EP)
- 2004 : Maudits soient-ils !
- 2006 : La Mauvaise Graine
- 2006 : Léo Ferré à l'Opéra de Monte-Carlo
- 2008 : Les Fleurs du mal (suite et fin)
- 2018 : Je parle à n'importe qui
- 2018 : La Vie moderne : intégrale 1944-1959 (coffret 14 CD)
- 2022 : La Marge : intégrale 1975-1991 (coffret 20 CD)
- 2025 : Le Chemin d'enfer : intégrale vol. 5 (les enregistrements posthumes) (coffret 12 CD)

### Téléchargement
- 2018 : Léo Ferré au cabaret Le Trou (Paris, 1950)
- 2019 : Prenez garde à la poésie : Léo Ferré 1955-1956
- 2020 : Léo Ferré au Drap d'Or 1959 (sortie promotionnelle)

## Vidéographie DVD
- 2001 : Sur la scène... (Léo Ferré à l'Olympia) (1972)
- 2003 : Léo Ferré au Théâtre des Champs-Élysées (1984)
- 2004 : Léo Ferré chante les poètes (1986)
- 2006 : Léo Ferré au Théâtre libertaire de Paris (8 mai 1988)
- 2021 : La Complainte de la télé : intégrale vidéo 1956-1992 (coffret 18 DVD)